# Schnausz György
Schnausz György (Esztergom, 1804. augusztus 24. – Kurtakeszi, 1878. június 16.?) kurtakeszi alesperes.

## Élete
Filozófiát Nagyszombatban a teológiát Bécsben végezte. 1827. december 21-én szentelték pappá. Visegrádon segédkezett, majd 1828-tól Egyházgelle, 1829-ben Somorja, majd Nagymaros, 1830-tól Komárom káplánja. 1831. szeptember 2-tól Kurtakeszi plébános. 1860-ban nagysallói alesperes lett, de maradt a helyén is, majd udvardi alesperes lett. 1878. május 1-től a Szent Adalbert Nyugdíjintézet tagja lett, de rövidesen elhunyt.
1849-ben két ismeretlen honvédet temettetett el. Támogatta az udvardi kálvária fölépítését.
A Magyar Sion előfizetője volt. A Pozsonyi Katolikus Főgimnázium segélyegyletének rendes tagja.